# 6-я гвардейская штурмовая авиационная дивизия
6-я гвардейская штурмовая авиационная Запорожская Краснознамённая орденов Суворова и Богдана Хмельницкого дивизия (6-я гв. шад) — соединение Военно-воздушных сил (ВВС) Вооружённых сил РККА штурмовой авиации, принимавшее участие в боевых действиях Великой Отечественной войны.

## Наименования дивизии

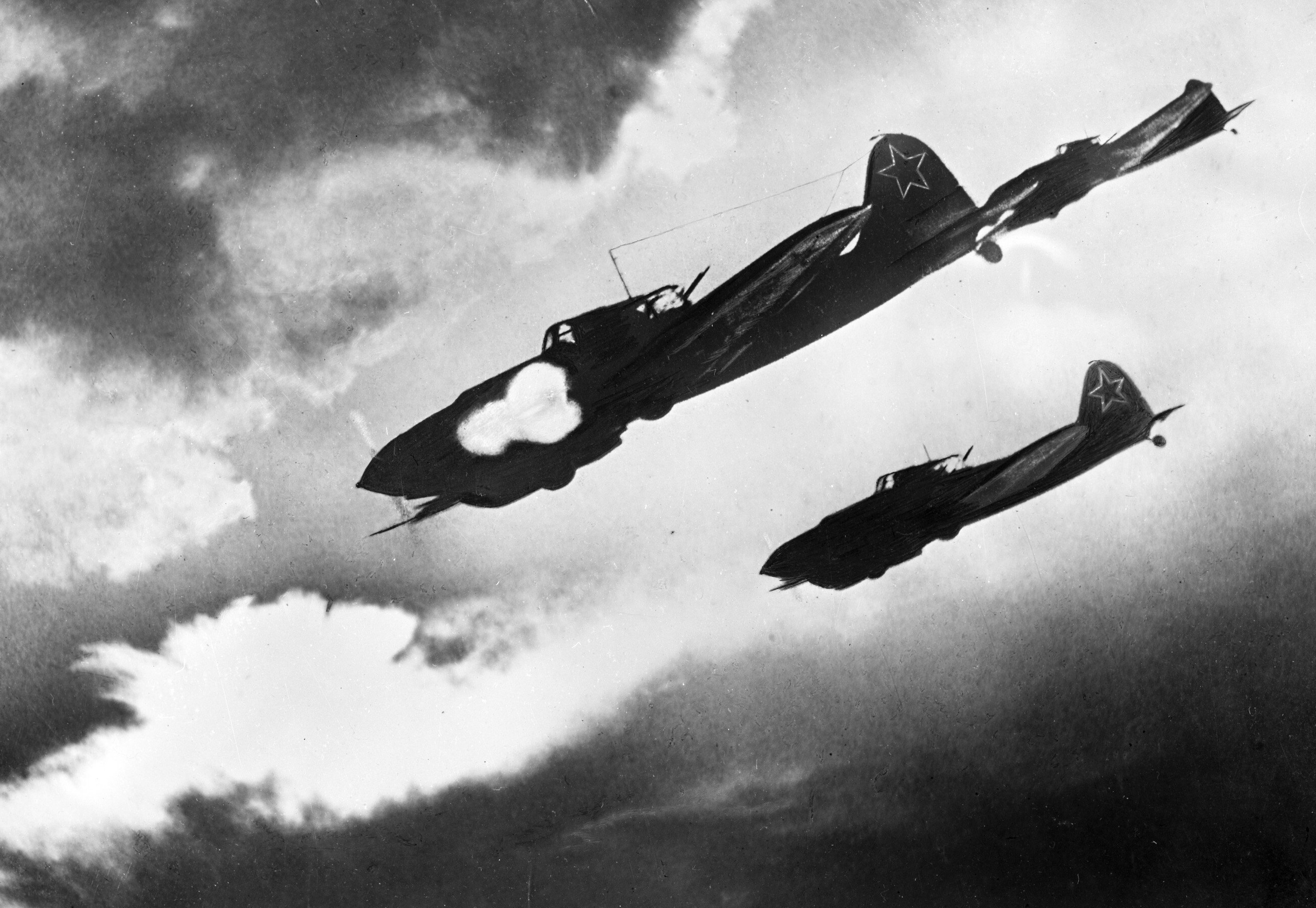
Штурмовик Ил-2 атакует

- 290-я штурмовая авиационная дивизия;
- 6-я гвардейская штурмовая авиационная дивизия;
- 6-я гвардейская штурмовая авиационная Запорожская дивизия;
- 6-я гвардейская штурмовая авиационная Запорожская Краснознамённая дивизия;
- 6-я гвардейская штурмовая авиационная Запорожская Краснознамённая ордена Суворова дивизия;
- 6-я гвардейская штурмовая авиационная Запорожская Краснознамённая орденов Суворова и Богдана Хмельницкого дивизия;
- 6-я гвардейская транспортная авиационная Запорожская Краснознамённая орденов Суворова и Богдана Хмельницкого дивизия (27.04.1946 г.);
- 6-я гвардейская военно-транспортная авиационная Запорожская Краснознамённая орденов Суворова и Богдана Хмельницкого дивизия (12.10.1955 г.);
- 6-я гвардейская военно-транспортная авиационная Запорожская Краснознамённая орденов Суворова и Богдана Хмельницкого дивизия ВВС Украины (01.01.1992 г.);
- Полевая почта 55685.

## Создание дивизии
290-я штурмовая авиационная дивизия за образцовое выполнение заданий командования и проявленные при этом мужество и героизм Приказом НКО СССР переименована 24 августа 1943 года в 6-ю гвардейскую штурмовую авиационную дивизию.

## Переформирование дивизии
6-я гвардейская штурмовая авиационная Запорожская Краснознамённая орденов Суворова и Богдана Хмельницкого дивизия 27 апреля 1946 года была переформирована в 6-ю гвардейскую транспортную авиационную Запорожскую Краснознамённую орденов Суворова и Богдана Хмельницкого дивизию на самолётах Ли-2 и передана в состав Главного командования Воздушно-десантных войск.
Дислоцировалась в Кривом Роге. В 1992 году в связи с распадом СССР расформирована.

## В действующей армии
В составе действующей армии:
- с 24 августа 1943 года по 26 декабря 1943 года
- с 20 мая 1944 года по 11 мая 1945 года.

## Командир дивизии
- Генерал-майор авиации Мироненко Павел Иванович[4], с 24 августа 1943 года по июнь 1946 года

## В составе объединений
| Дата          | Фронт (округ)            | Армия                | Корпус                                       | Примечания |
| ------------- | ------------------------ | -------------------- | -------------------------------------------- | ---------- |
| 24.08.1943 г. | Юго-Западный фронт       | 17-я воздушная армия | 1-й гвардейский смешанный авиационный корпус | -          |
| 20.10.1943 г. | 3-й Украинский фронт     | 17-я воздушная армия | 1-й гвардейский смешанный авиационный корпус | -          |
| 26.12.1943 г. | Резерв ВГК               | -                    | 1-й гвардейский смешанный авиационный корпус | -          |
| 20.05.1944 г. | 3-й Украинский фронт     | 17-я воздушная армия | 1-й гвардейский смешанный авиационный корпус | -          |
| 08.07.1944 г. | 1-й Украинский фронт     | 2-я воздушная армия  | 1-й гвардейский смешанный авиационный корпус | -          |
| 16.07.1944 г. | 1-й Украинский фронт     | 8-я воздушная армия  | 1-й гвардейский смешанный авиационный корпус | -          |
| 30.08.1944 г. | 1-й Украинский фронт     | 2-я воздушная армия  | 1-й гвардейский смешанный авиационный корпус | -          |
| 28.09.1944 г. | 1-й Украинский фронт     | 2-я воздушная армия  | 2-й гвардейский штурмовой авиационный корпус | -          |
| 11.05.1945 г. | 1-й Украинский фронт     | 2-я воздушная армия  | 2-й гвардейский штурмовой авиационный корпус | -          |
| 10.06.1945 г. | Центральная группа войск | 2-я воздушная армия  | 2-й гвардейский штурмовой авиационный корпус | -          |
| 01.04.1946 г. | Главное командование ВДВ | Авиация ВДВ          | -                                            | -          |

## Части и отдельные подразделения дивизии
За весь период своего существования боевой состав дивизии не претерпевал изменения:
| Период                  | Наименование                                                | Вооружение  |
| ----------------------- | ----------------------------------------------------------- | ----------- |
| 24.08.1943 — 27.04.1946 | 108-й гвардейский штурмовой авиационный полк, расформирован | Ил-2, Ил-10 |
| 24.08.1943 — 27.04.1946 | 109-й гвардейский штурмовой авиационный полк, расформирован | Ил-2, Ил-10 |
| 24.08.1943 — 27.04.1946 | 110-й гвардейский штурмовой авиационный полк, расформирован | Ил-2, Ил-10 |

## Участие в операциях и битвах

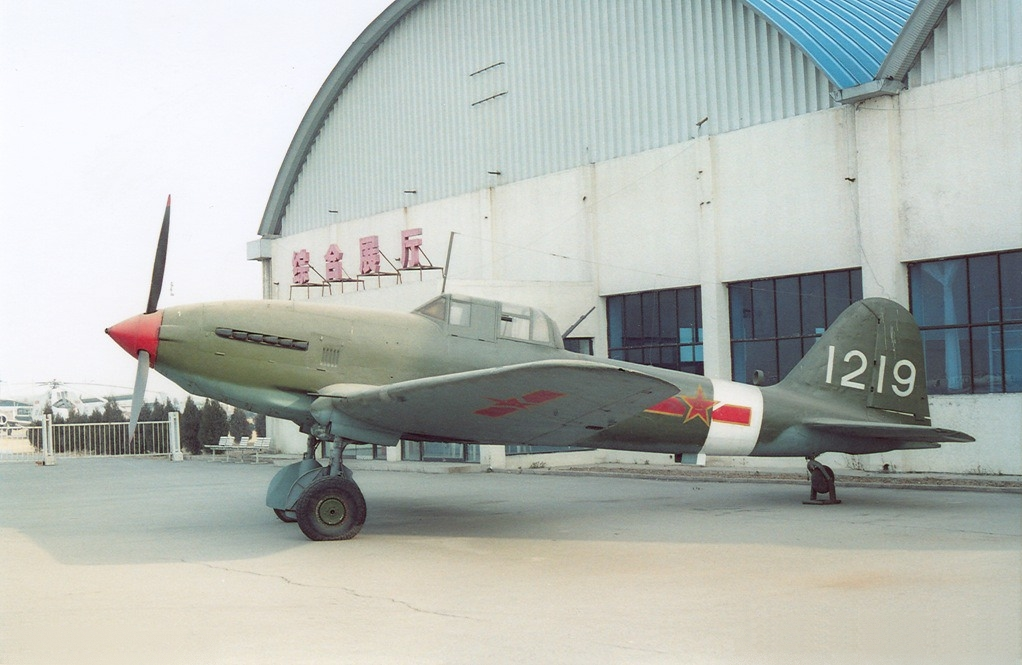
Ил-10

- Донбасская операция с 24 августа 1943 года по 22 сентября 1943 года;
- Нижнеднепровская стратегическая наступательная операция
  - Запорожская операция с 10 октября 1943 года по 14 октября 1944 года.
  - Днепропетровская операция с 23 октября 1943 года по 5 ноября 1943 года.
- Днепровско-Карпатская операция:
  - Никопольско-Криворожская операция с 30 января 1944 года по 29 февраля 1944 года.
  - Березнеговато-Снигиревская операция с 6 марта 1944 года по 18 марта 1944 года.
- Одесская наступательная операция — с 26 марта 1944 года по 14 апреля 1944 года;
- Львовско-Сандомирская операция с 13 июля 1944 года по 3 августа 1944 года;
- Висло-Одерская операция с 12 января 1945 года по 3 февраля 1945 года;
- Нижне-Силезская операция с 8 февраля 1945 года по 24 февраля 1945 года;
- Верхне-Силезская наступательная операция с 15 марта по 31 марта 1945 года;
- Берлинская операция с 16 апреля 1945 года по 8 мая 1945 года;
- Пражская операция с 5 мая 1945 года по 12 мая 1945 года.

## Почётные наименования
- 6-й гвардейской штурмовой авиационной дивизии присвоено почётное наименование «Запорожская»[5]
- 108-му гвардейскому штурмовому авиационному полку присвоено почётное наименование «Рава-Русский»[6]
- 109-му гвардейскому штурмовому авиационному полку присвоено почётное наименование «Владимир-Волынский»[6]
- 110-му гвардейскому штурмовому авиационному полку присвоено почётное наименование «Висленский»[7]

## Награды
- 6-я гвардейская штурмовая авиационная Запорожская ордена Богдана Хмельницкого дивизия Указом Президиума Верховного Совета СССР от 4 июня 1945 года за образцовое выполнение заданий командования в боях с немецкими захватчиками при ликвидации группы немецких войск, окружённой юго-восточнее Берлина и проявленные при этом мужество и героизм награждена орденом Красного Знамени[8].
- 6-я гвардейская штурмовая авиационная Запорожская дивизия Указом Президиума Верховного Совета СССР награждена орденом Суворова II степени.
- 6-я гвардейская штурмовая авиационная Запорожская дивизия Указом Президиума Верховного Совета СССР от 9 августа 1944 года за образцовое выполнение заданий командования в боях с немецкими захватчиками при прорыве обороны немцев на Львовском направлении, проявленные при этом доблесть и мужество награждена Орденом Богдана Хмельницкого II степени.[9].
- 108-й гвардейский Рава-Русский штурмовой авиационный полк Указом Президиума Верховного Совета СССР награждён орденом Суворова III степени
- 109-й гвардейский Владимир-Волынский штурмовой авиационный полк Указом Президиума Верховного Совета СССР награждён орденом Богдана Хмельницкого III степени
- 110-й гвардейский Висленский штурмовой авиационный полк Указом Президиума Верховного Совета СССР от 28 мая 1945 года награждён орденом Александра Невского

## Благодарности Верховного Главнокомандующего
Верховным Главнокомандующим дивизии объявлены благодарности:
- за освобождение города Запорожье[5]
- за овладение городами Владимир-Волынский и Рава-Русская[10]
- за овладение городом Пиотркув (Петроков)[11]
- за овладение городами Крайцбург, Розенберг, Питшен, Ландсберг и Гуттентаг[12]
- за овладение городами Лигниц, Штейнау, Любен, Гайнау, Ноймаркт и Кант[13]
- за овладение городами Нейштедтель, Нейзальц, Фрейштадт, Шпроттау, Гольдберг, Яуэр, Штригау[14]
- за овладение городами Грюнберг, Зоммерфельд и Зорау[15]
- за овладение городом и крепостью Глогау[16]
- за овладение городами Эссен, Кирххайн, Фалькенберг, Мюльберг, Пульснитц[17]
- за ликвидацию группы немецких войск, окружённой юго-восточнее Берлина[18]
- за овладение городом Берлин[19]
- за овладение городом Дрезден[20]
- за освобождение города Прага[21]

## Отличившиеся воины дивизии
| - Беликов Виктор Матвеевич, гвардии старший лейтенант, заместитель командира эскадрильи 109-го гвардейского штурмового авиационного полка 6-й гвардейской штурмовой авиационной дивизии 2-го гвардейского штурмового авиационного корпуса 2-й воздушной армии Указом Президиума Верховного Совета СССР от 27 июня 1945 года удостоен звания Героя Советского Союза. Золотая Звезда № 4824 - Ермаков Василий Ермолаевич, гвардии лейтенант, командир звена 109-го гвардейского штурмового авиационного полка 6-й гвардейской штурмовой авиационной дивизии 2-го гвардейского штурмового авиационного корпуса 2-й воздушной армии Указом Президиума Верховного Совета СССР от 27 июня 1945 года удостоен звания Героя Советского Союза. Золотая Звезда № 6520 - Железняков Пётр Филиппович, гвардии капитан, командир эскадрильи 108-го гвардейского штурмового авиационного полка 6-й гвардейской штурмовой авиационной дивизии 2-го гвардейского штурмового авиационного корпуса 2-й воздушной армии Указом Президиума Верховного Совета СССР от 27 июня 1945 года удостоен звания Героя Советского Союза. Золотая Звезда № 8681 - Зиновьев Иван Иванович, гвардии капитан, командир эскадрильи 108-го гвардейского штурмового авиационного полка 6-й гвардейской штурмовой авиационной дивизии 2-го гвардейского штурмового авиационного корпуса 2-й воздушной армии Указом Президиума Верховного Совета СССР от 27 июня 1945 года удостоен звания Героя Советского Союза. Золотая Звезда № 8725 - Зубанев Николай Иосифович, гвардии подполковник, командир 110-го гвардейского штурмового авиационного полка 6-й гвардейской штурмовой авиационной дивизии 2-го гвардейского штурмового авиационного корпуса 2-й воздушной армии Указом Президиума Верховного Совета СССР от 27 июня 1945 года удостоен звания Героя Советского Союза. Золотая Звезда № 8060 - Милашенков Сергей Васильевич, гвардии старший лейтенант, командир эскадрильи 109-го гвардейского штурмового авиационного полка 6-й гвардейской штурмовой авиационной дивизии 2-го гвардейского штурмового авиационного корпуса 2-й воздушной армии Указом Президиума Верховного Совета СССР от 27 июня 1945 года удостоен звания Героя Советского Союза. Посмертно - Морозов Иван Иванович, гвардии капитан, командир эскадрильи 110-го гвардейского штурмового авиационного полка 6-й гвардейской штурмовой авиационной дивизии 2-го гвардейского штурмового авиационного корпуса 2-й воздушной армии Указом Президиума Верховного Совета СССР от 27 июня 1945 года удостоен звания Героя Советского Союза. Золотая Звезда № 7956 - Новиков Александр Кириллович, гвардии капитан, командир эскадрильи 108-го гвардейского штурмового авиационного полка 6-й гвардейской штурмовой авиационной дивизии 2-го гвардейского штурмового авиационного корпуса 2-й воздушной армии Указом Президиума Верховного Совета СССР от 27 июня 1945 года удостоен звания Героя Советского Союза. Золотая Звезда № 7882 - Сибиркин Пётр Андреевич, гвардии капитан, командир эскадрильи 110-го гвардейского штурмового авиационного полка 6-й гвардейской штурмовой авиационной дивизии 2-го гвардейского штурмового авиационного корпуса 2-й воздушной армии Указом Президиума Верховного Совета СССР от 27 июня 1945 года удостоен звания Героя Советского Союза. Золотая Звезда № 6527 - Солодилов Макар Алексеевич, гвардии майор, командир 109-го гвардейского штурмового авиационного полка 6-й гвардейской штурмовой авиационной дивизии 2-го гвардейского штурмового авиационного корпуса 2-й воздушной армии Указом Президиума Верховного Совета СССР от 27 июня 1945 года удостоен звания Героя Советского Союза. Золотая Звезда № 6552 - Суворов Александр Яковлевич, гвардии капитан, штурман 110-го гвардейского штурмового авиационного полка 6-й гвардейской штурмовой авиационной дивизии 2-го гвардейского штурмового авиационного корпуса 2-й воздушной армии Указом Президиума Верховного Совета СССР от 27 июня 1945 года удостоен звания Героя Советского Союза. Золотая Звезда № 6599. |

## Базирование
| Период               | Место базирования                                      |
| -------------------- | ------------------------------------------------------ |
| 05.1945 — 05.1945    | Котбус, Германия                                       |
| 05.1945 — 06.1945    | аэродром Градец-Кралове (Градец-Кралове), Чехословакия |
| 06.1945 — 04.1946    | аэродром Секешфехервар (Секешфехервар), Венгрия        |
| 04.1946 — 27.04.1946 | аэродром Белая Церковь (Белая Церковь)                 |